# Mazda CX-9
El Mazda CX-9 es un automóvil todoterreno del segmento E producido por el fabricante de japonés Mazda desde octubre de 2006. El CX-9 fue presentado al público en el Salón del Automóvil de New York de 2005, y se fabrica en Hiroshima, Japón. A diferencia del Mazda CX-7, el CX-9 tiene siete plazas distribuidas en tres filas. El CX-9 compite en el mercado contra los Hyundai Santa Fe, Kia Sorento, Toyota Highlander, Honda Pilot, Volkswagen Atlas, entre otras. 
Inicialmente, se ofrecía con un motor gasolina de 3.5 litros de cilindrada y 263 CV de potencia máxima; al año siguiente, la cilindrada fue aumentada a 3.7 litros y la potencia máxima a 273 CV. Se ofrece con tracción delantera y tracción a las cuatro ruedas, y con una caja de cambios automática de seis marchas.
Actualmente se ofrece con un motor SkyActiv de 4 cilindros, con un turbo, que desarrolla 250 caballos de fuerza y más de 300 lb-pie de torque.

## Segunda Generación (2016-presente)

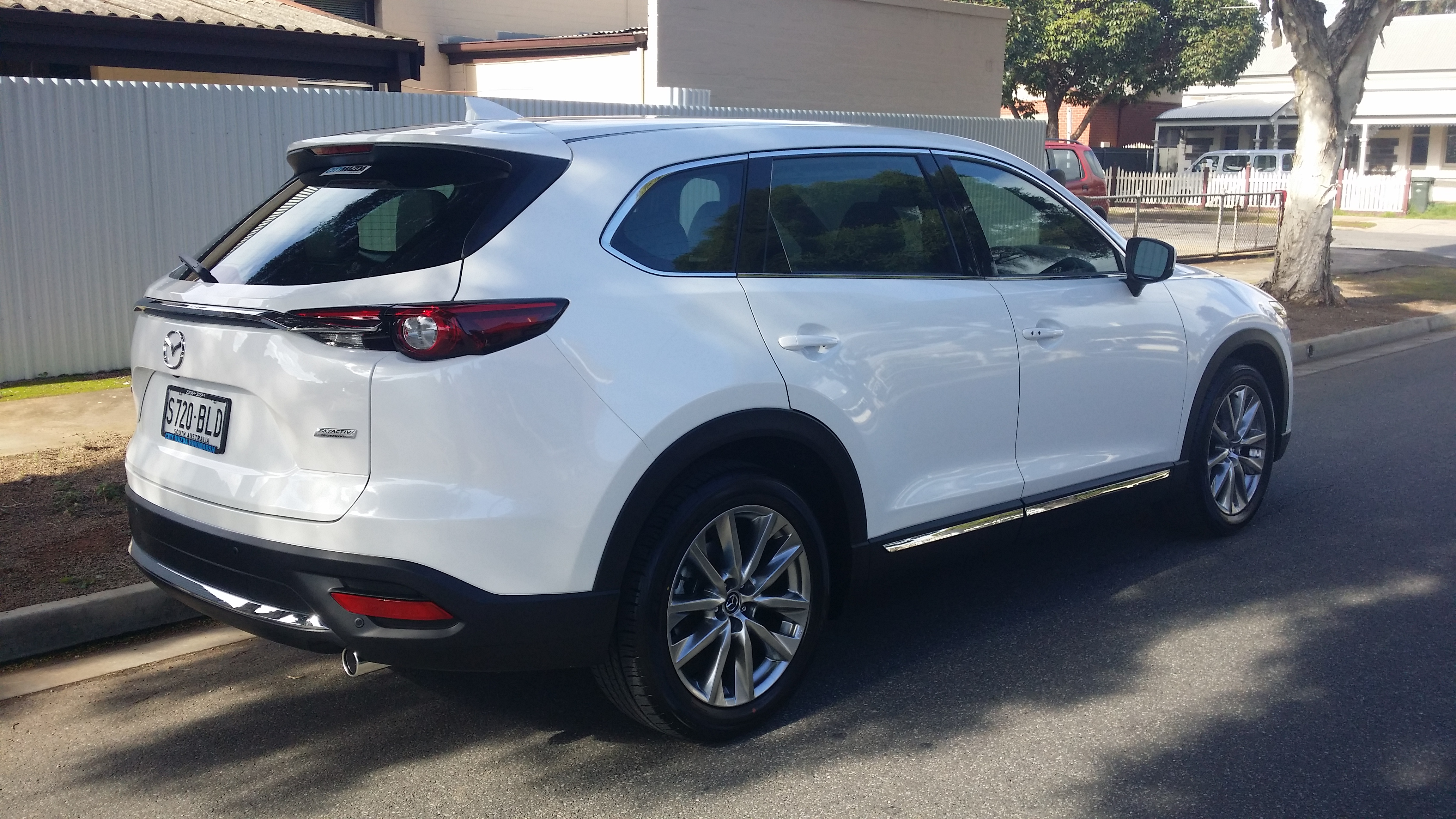
Nueva Mazda CX-9

La nueva generación de la "Mazda CX-9" fue presentada en el auto show de Los Ángeles 2015, como modelo 2016. Esta generación es totalmente nueva, abandonando la plataforma compartida con la Ford Explorer; está basada en las nuevas plataformas SkyActiv. 
Esta generación abandona el motor seis cilindros y ahora usa un cuatro cilindros turbo, que usando gasolina de 87 octanos desarrolla 227 hp, y con gasolina de 92 octanos es capaz de desarrollar 250 hp y 310 libras-pie de torque. El motor funciona en conjunto con una caja automática de nueva generación de origen Mazda de 6 cambios. 
En el exterior se sigue la filosofía de diseño Kodo 2.0., el cual es una evolución de la filosofía de diseño. 
La nueva generación es más corta, pero su distancia entre ejes es mayor, lo que se traduce en voladeros más cortos.  Es 90 kg más ligeras en versiones de tracción delantera y alrededor de 130 kg en versiones AWD.